# Matteo Imbrò
Matteo Imbrò (Agrigento, 12 febbraio 1994) è un cestista italiano, che gioca come playmaker o guardia.
Durante la sua carriera, ha giocato in Serie A con Virtus Bologna, Treviso, Verona e Scafati. Ha all'attivo anche quattro presenze con la nazionale maggiore italiana.

## Carriera

### Club
Originario di Porto Empedocle, inizia a 9 anni con il Basket Empedocle, mentre a 11 anni passa nelle giovanili della Cestistica Licata. A 13 anni passa ad Agrigento con cui raggiunge le finali nazionali Under-14 a Bormio. Si trasferisce poi nelle giovanili del Basket Trapani, con cui vince il titolo regionale Under-14 nel 2007-2008. Nel 2008-2009 vince lo scudetto Under-15 con la Virtus Siena. Disputa anche il Trofeo delle Regioni con la Toscana, risultando miglior giocatore del torneo giovanile. Nel 2010 partecipa al Jordan Brand Classic Camp a New York con i migliori prospetti europei.
Dal 2009 al 2011 milita nella Virtus Siena conquistando la Coppa Italia Dilettanti; nel 2011 vince il premio Donia come miglior giovane siciliano di quell'anno. Successivamente firma per la Eagles Basket Bologna, ovvero l'emanazione senior della Fortitudo Bologna, squadra che quell'anno militava in Divisione Nazionale B 2011-2012.
L'anno seguente rimane nel capoluogo emiliano cambiando però sponda, approdando alla Virtus Bologna con cui vince per due anni consecutivi il campionato Under-19 facendo però anche il debutto nella massima serie con la prima squadra, dato che scende in campo in tutte e 30 le giornate della Serie A 2012-2013. Nonostante la giovane età di 19 anni, prima dell'inizio della stagione 2013-2014 diventa capitano della Virtus Bologna, diventando così il più giovane nella storia del club ad ottenere tale ruolo, tuttavia, a febbraio, una lesione al legamento crociato anteriore del ginocchio sinistro pone fine anzitempo al suo campionato; ristabilitosi, torna ad avere più spazio nella stagione successiva, durante la quale gioca 13,9 minuti a partita in 29 presenze in regular season.
Nel 2015-2016 firma un contratto triennale con il Basket Ferentino, squadra che quell'anno termina al quarto posto nel girone ovest della Serie A2 2015-2016 grazie anche ai 10,4 punti a gara di Imbrò, poi diventati 13,9 nei play-off. Lo stesso anno risulta il secondo giocatore più votato per partecipare all'All-Star Game di A2, senza tuttavia prendervi parte. Al termine del suo secondo anno personale con gli amaranto laziali, la società vende il titolo sportivo a Cagliari, abbandonando di fatto la Serie A2.
La sua carriera prosegue così con i colori del Treviso Basket, a cui si lega nell'estate 2017. Nel febbraio 2019 diventa il nuovo capitano a seguito della partenza di Michele Antonutti; pochi giorni più tardi alza la Coppa Italia di Serie A2. A seguito dei play-off di campionato, nel giugno seguente ottiene anche la promozione in Serie A, al termine di una stagione che lo vede segnare 10,4 punti di media in regular season e 12,1 nei play-off. A fine torneo rinnova per altri due anni il proprio contratto con la società trevigiana, continuando così a vestire la canotta biancazzurra anche nella massima serie. Il 31 gennaio 2021, in occasione della vittoria esterna a Brescia, realizza il proprio career high in Serie A con una prestazione da 29 punti.
Il 1º luglio 2022 lascia ufficialmente Treviso dopo cinque anni, firmando un biennale con la Scaligera Verona, società neopromossa in Serie A. La sua permanenza in gialloblù dura tuttavia solo pochi mesi, poiché a novembre rescinde per approdare ad un'altra società di Serie A, lo Scafati Basket. Dopo aver centrato la salvezza con i campani, nel maggio 2023 Imbrò torna nella sua città natale per disputare i soli play-off di Serie A2 con la Fortitudo Agrigento, grazie ai regolamenti in vigore che mantenevano il mercato ancora aperto.
Il 15 luglio 2023 si accasa alla Trapani Shark, ambiziosa società di nuova formazione. Tra regular season e fase a orologio la squadra vince 29 partite e ne perde 3, con un apporto medio individuale di Imbrò pari a 10,1 punti. Il 9 giugno 2024, nell'ultimo minuto di gara 4 delle finali play-off contro la Fortitudo Bologna, mette a segno la tripla decisiva da nove metri che sigilla la promozione dei granata in Serie A.
Il 1º luglio 2024 firma un biennale con la V.L. Pesaro.

### Nazionale
Dopo aver disputato due Europei con la Nazionale Under-16 e Under-18, è uno dei punti di forza dell'Italia under 18 all'Europeo in Polonia nel 2011. Ha vinto l'Europeo Under-20 a Tallinn in Estonia nel 2013.
Viene convocato in nazionale maggiore nel dicembre 2012, in occasione dell'All Star Game 2012, ed è stato quindi il quarto siciliano a vestire la maglia azzurra dopo Tracuzzi, Albanese e Rundo. Torna in azzurro nel 2015, quando viene convocato da Attilio Caja con la Sperimentale per due competizioni internazionali e una tournée in Cina: vince il Torneo di Losanna e la Summer League di Roma.
Viene poi convocato da Ettore Messina in nazionale maggiore per il raduno di Folgaria, partecipando anche al torneo di Trento (2016-17). Riceve la chiamata della nazionale maggiore anche nel febbraio 2022, quando il CT Romeo Sacchetti lo schiera nella gara in trasferta contro l'Islanda valida per le qualificazioni ai Mondiali 2023.

## Statistiche

### Presenze e punti nei club
Dati aggiornati al 30 giugno 2014
| Stagione        | Squadra           | Competizione | Partite | Partite | Partite | Statistiche tiro | Statistiche tiro | Statistiche tiro | Altre statistiche | Altre statistiche | Altre statistiche | Altre statistiche | Altre statistiche |
| Stagione        | Squadra           | Competizione | Pres.   | Titol.  | Minuti  | Tiri da 2        | Tiri da 3        | Liberi           | Rimb.             | Assist            | Rubate            | Stopp.            | Punti             |
| --------------- | ----------------- | ------------ | ------- | ------- | ------- | ---------------- | ---------------- | ---------------- | ----------------- | ----------------- | ----------------- | ----------------- | ----------------- |
| 2009-2010       | Consum.it Siena   | Serie A dil  | 13      | 0       | 146     | 1/5              | 5/13             | 4/4              | 8                 | 9                 | 10                | 0                 | 21                |
| 2010-2011       | Consum.it Siena   | Serie A dil  | 30      | 5       | 493     | 25/56            | 27/73            | 28/35            | 32                | 33                | 31                | 0                 | 159               |
| 2011-2012       | SoGeMa Bologna    | DNB          | 27      | 18      | 796     | 50/89            | 57/174           | 56/76            | 76                | 102               | 51                | 0                 | 327               |
| 2012-2013       | Oknoplast Bologna | Serie A      | 30      | 4       | 541     | 16/41            | 32/87            | 18/30            | 57                | 38                | 17                | 2                 | 146               |
| 2013-2014       | Granarolo Bologna | Serie A      | 17      | 2       | 224     | 2/11             | 13/27            | 3/4              | 27                | 15                | 3                 | 1                 | 46                |
| 2014-2015       | Granarolo Bologna | Serie A      | 32      | 1       | 445     | 7/28             | 27/80            | 26/30            | 58                | 24                | 15                | 2                 | 121               |
| Totale carriera |                   |              |         |         |         |                  |                  |                  |                   |                   |                   |                   |                   |

### Cronologia presenze e punti in Nazionale
| Cronologia completa delle presenze e dei punti in Nazionale - Italia | Cronologia completa delle presenze e dei punti in Nazionale - Italia | Cronologia completa delle presenze e dei punti in Nazionale - Italia | Cronologia completa delle presenze e dei punti in Nazionale - Italia | Cronologia completa delle presenze e dei punti in Nazionale - Italia | Cronologia completa delle presenze e dei punti in Nazionale - Italia | Cronologia completa delle presenze e dei punti in Nazionale - Italia | Cronologia completa delle presenze e dei punti in Nazionale - Italia |
| Data                                                                 | Città                                                                | In casa                                                              | Risultato                                                            | Ospiti                                                               | Competizione                                                         | Punti                                                                | Note                                                                 |
| -------------------------------------------------------------------- | -------------------------------------------------------------------- | -------------------------------------------------------------------- | -------------------------------------------------------------------- | -------------------------------------------------------------------- | -------------------------------------------------------------------- | -------------------------------------------------------------------- | -------------------------------------------------------------------- |
| 16/12/2012                                                           | Biella                                                               | Italia                                                               | 107 - 92                                                             | World Stars                                                          | All Star Game                                                        | 0                                                                    | [ 31 ]                                                               |
| 17/06/2016                                                           | Trento                                                               | Italia                                                               | 78 - 48                                                              | Rep. Ceca                                                            | Torneo amichevole                                                    | 0                                                                    |                                                                      |
| 18/06/2016                                                           | Trento                                                               | Italia                                                               | 87 - 58                                                              | Cina                                                                 | Torneo amichevole                                                    | 0                                                                    |                                                                      |
| 24/02/2022                                                           | Hafnarfjörður                                                        | Islanda                                                              | 107 - 105 dts                                                        | Italia                                                               | Qual. Mondiali 2023                                                  | 2                                                                    | [ 32 ]                                                               |
| Totale                                                               |                                                                      | Presenze                                                             | 4                                                                    |                                                                      | Punti                                                                | 2                                                                    |                                                                      |

### Cronologia presenze e punti in Nazionale sperimentale
| Cronologia completa delle presenze e dei punti in Nazionale - Italia | Cronologia completa delle presenze e dei punti in Nazionale - Italia | Cronologia completa delle presenze e dei punti in Nazionale - Italia | Cronologia completa delle presenze e dei punti in Nazionale - Italia | Cronologia completa delle presenze e dei punti in Nazionale - Italia | Cronologia completa delle presenze e dei punti in Nazionale - Italia | Cronologia completa delle presenze e dei punti in Nazionale - Italia | Cronologia completa delle presenze e dei punti in Nazionale - Italia |
| Data                                                                 | Città                                                                | In casa                                                              | Risultato                                                            | Ospiti                                                               | Competizione                                                         | Punti                                                                | Note                                                                 |
| -------------------------------------------------------------------- | -------------------------------------------------------------------- | -------------------------------------------------------------------- | -------------------------------------------------------------------- | -------------------------------------------------------------------- | -------------------------------------------------------------------- | -------------------------------------------------------------------- | -------------------------------------------------------------------- |
| 23-6-2015                                                            | Losanna                                                              | Italia sperimentale                                                  | 91 - 90 dts                                                          | Belgio                                                               | Torneo amichevole                                                    | 11                                                                   | [ 33 ]                                                               |
| 24-6-2015                                                            | Losanna                                                              | Italia sperimentale                                                  | 65 - 56                                                              | Germania                                                             | Torneo amichevole                                                    | 8                                                                    | [ 34 ]                                                               |
| 25-6-2015                                                            | Losanna                                                              | Svizzera                                                             | 46 - 72                                                              | Italia sperimentale                                                  | Torneo amichevole                                                    | 2                                                                    | [ 28 ]                                                               |
| 27-6-2015                                                            | Roma                                                                 | Italia sperimentale                                                  | 81 - 46                                                              | Groupama                                                             | Torneo amichevole                                                    | 8                                                                    | [ 35 ]                                                               |
| 28-6-2015                                                            | Roma                                                                 | Italia sperimentale                                                  | 62 - 61                                                              | Simply                                                               | Torneo amichevole                                                    | 5                                                                    | [ 36 ]                                                               |
| 29-6-2015                                                            | Roma                                                                 | Italia sperimentale                                                  | 79 - 66                                                              | Airspea                                                              | Torneo amichevole                                                    | 10                                                                   | [ 29 ]                                                               |
| 17-7-2015                                                            | Shanghai                                                             | Irlanda                                                              | 42 - 70                                                              | Italia sperimentale                                                  | Torneo amichevole                                                    | 8                                                                    | [ 37 ]                                                               |
| 18-7-2015                                                            | Shanghai                                                             | Cina                                                                 | 77 - 56                                                              | Italia sperimentale                                                  | Torneo amichevole                                                    | 5                                                                    | [ 38 ]                                                               |
| 19-7-2015                                                            | Shanghai                                                             | Russia                                                               | 74 - 85                                                              | Italia sperimentale                                                  | Torneo amichevole                                                    | 0                                                                    | [ 39 ]                                                               |
| Totale                                                               |                                                                      | Presenze                                                             | 9                                                                    |                                                                      | Punti                                                                | 57                                                                   |                                                                      |

## Palmarès

### Club

#### Competizioni nazionali
- Campionato italiano di Serie A2: 1

Trapani Shark  : 2023-24
- Supercoppa LNP: 1

Trapani Shark: 2023
- Coppa Italia LNP: 2

Virtus Siena: 2011 (Mvp coppa italia)
Treviso Basket: 2019
- Campionato italiano Under-19: 2

Virtus Bologna: 2011-2012, 2012-2013

#### Nazionale
- Europei Under-20: 1

 Estonia 2013